# Lê Quốc Lộc
Lê Quốc Lộc (sinh ngày 20 tháng 10 năm 1918 - mất ngày 8 tháng 5 năm 1987) là một họa sĩ người Việt Nam. Ông được truy tặng Giải thưởng Hồ Chí Minh về Văn học - Nghệ thuật vào năm 2000.

## Tiểu sử
Lê Quốc Lộc quê ở Phùng Hưng, Khoái Châu, Hưng Yên. Ông tốt nghiệp Khoa Sơn mài, Trường Mỹ thuật Đông Dương khóa 1937 - 1942. Từ trước Cách mạng tháng Tám năm 1945, Lê Quốc Lộc bắt đầu hoạt động cách mạng và gia nhập Việt Minh. Sau cách mạng, từ năm 1945 đến năm 1946 ông công tác tại Sở Tuyên truyền Bắc Bộ. Sau đó, ông được giao phụ trách ngành Họa ở Sở Tuyên truyền Liên khu III từ năm 1947 đến năm 1954. Từ năm 1957 ông là hội viên ngành Hội họa Hội Mỹ thuật Việt Nam. Trong khoảng thời gian từ năm 1955 đến năm 1959, Lê Quốc lộc làm việc tại Xưởng họa Hội Văn nghệ Việt Nam. Ông được giao chức vụ Phó Hiệu trưởng Trường Đại học Mỹ thuật Công nghiệp Hà Nội vào năm 1959. Đến năm 1968, ông chuyển sang làm việc tại Hội Mỹ thuật Việt Nam cho đến năm 1978. Lê Quốc lộc là Ủy viên Ban Chấp hành, Ủy viên thường vụ Hội Mỹ thuật Việt Nam khóa I từ năm 1968 đến năm 1983 và là Ủy viên Hội đồng Nghệ thuật chuyên ngành Trang trí khóa II (1983 - 1989). Ngoài ra, từ năm 1966, ông còn là Ủy viên Ban Chấp hành Hội Văn nghệ Dân gian Việt Nam nhiệm kỳ I. Năm 1987, ông qua đời tại Hà Nội.

## Sáng tác
Chủ đề trong các tác phẩm của Lê Quốc Lộc là kháng chiến và cách mạng. Ông là một họa sĩ chuyên vẽ tranh sơn mài bằng kỹ thuật truyền thống. Ông luôn tìm tòi, sáng tạo ra những cái mới và thể hiện nó bằng những bố cục độc đáo trong những bức tranh của ông. Lê Quốc lộc rất am hiểu về thủ công mỹ nghệ truyền thống và là người có công trong việc đào tạo, phát triển ngành Mỹ thuật Công nghiệp ở Việt Nam.

## Giải thưởng, danh hiệu
Trong suốt quá trình công tác, Lê Quốc Lộc đã được Đảng Cộng sản Việt Nam và Nhà nước Việt Nam tặng thưởng Huân chương Kháng chiến hạng nhì và Huân chương Kháng chiến chống Mỹ hạng nhất. Ngoài ra còn có Huy chương Vì sự nghiệp Văn học Nghệ thuật Việt Nam và Huy chương Vì sự nghiệp Mỹ thuật Việt Nam.
Bên cạnh đó, các tác phẩm của ông luôn được đánh giá cao và giành được nhiều giải thưởng quan trọng trong nước lẫn quốc tế:
- Triển lãm Hội họa: Giải nhất năm 1951
- Triển lãm Mỹ thuật toàn quốc: Giải nhất năm 1960; Giải nhì năm 1955, 1958 và 1962
- Triển lãm Mỹ thuật Thủ công Cộng hòa Dân chủ Đức: Giải nhất 1978; Giải nhì năm 1974

Đặc biệt, sau khi qua đời, Lê Quốc Lộc đã được truy tặng Giải thưởng Hồ Chí Minh về Văn học - Nghệ thuật vào năm 2000 cho các tác phẩm: Qua bản cũ (sơn mài, 1957), Ánh sáng đến (sơn mài, 1957), Tiêu thổ kháng chiến (sơn mài, 1958), Giữ lấy hòa bình (sơn mài, 1962) và Từ trong bóng tối (sơn mài, 1982).

## Cuộc sống cá nhân
Lê Quốc Lộc có bảy người con, nhiều người thành danh bằng con đường nghệ thuật như họa sĩ Lê Huy Văn, hoạ sĩ Lê Kim Mỹ, họa sĩ Lê Trí Dũng